# Fujisawa Satsuki
Fujisawa Satsuki (藤澤 五月 Phương Nguyên Hạ Hy, sinh ngày 24 tháng 5 năm 1991) là một vận động viên bi đá trên băng người Nhật Bản đến từ Kitami, Hokkaido. Chơi ở vị trí Skip, cô đã 5 lần  giành chức vô địch giải vô địch quốc gia Nhật Bản. Fujisawa đã cùng đội tuyển Nhật Bản đoạt huy chương đồng môn bi đá trên băng tại Thế vận hội Mùa đông 2018 tổ chức tại Pyeongchang, Hàn Quốc.

## Sự nghiệp
Sự nghiệp trẻ của Fujisawa bắt đầu với chức vô địch giải Pacific Junior Curling Championships năm 2008. Chiến thắng này giúp cho đội của cô đủ tư cách tham gia giải World Junior Curling Championships 2008 nơi họ kết thúc với vị trí thứ 7 chung cuộc với 3 trận thắng và 6 trận thua. Fujisawa đã bảo vệ được danh hiệu vô địch sau khi chiến thắng trước Liu Jinli của Trung Quốc trong khuôn khổ giải Pacific Junior Curling Championships 2009. Tại giải World Junior Curling Championships 2009, đội của cô xếp ở vị trí thứ 10 (2 thắng - 7 thua).
Vào năm 2011, lần đầu tiên Fujisawa tham dự 1 giải đấu chuyên nghiệp tầm cỡ quốc tế, chơi ở vị trí skip cho tuyển Nhật Bản tại giải Pacific-Asia Curling Championships 2011. Kết thúc giải ở vị trí thứ 4 với tỉ số 2-6. Fujisawa đã có chức vô địch World Curling Tour đầu tiên của mình vào năm 2012 sau khi chiến thắng  giải Shagrock Shotgun 2012 trước đội tuyển quốc gia Hàn Quốc dẫn đầu bởi Kim Eun-Jung. Năm sau đó, cô đã đưa đội tuyển Nhật Bản giành huy chương bạc ở giải Pacific-Asia Curling Championships 2012 và rồi xếp ở vị trí thứ 7 chung cuộc tại World Women's Curling Championship 2013. Vào tháng 9 năm 2013, Fujisawa cùng đội Karuizawa - đội đã thắng 3 giải vô địch quốc gia gần nhất, tham dự sự kiện tuyển chọn thi đấu Thế vận hội. Họ thua trận chung kết trước đội của Sapporo và mất đi cơ hội tham dự Thế vận hội Mùa đông Sochi 2014.
Fujisawa rời đội Karuizawa và gia nhập đội Locosolare của Mari Motohashi vào tháng 5 năm 2015, trở lại Kitami, nơi cô lớn lên và tham gia các giải đấu trẻ cho tới năm 2009. Nửa năm sau, Fujisawa cùng đội mới của mình đại diện cho Nhật Bản tham gia giải Pacific-Asia Curling Championship 2015, nơi cô giành chiếc huy chương vàng đầu tiên cho Nhật Bản kể từ 2005 bằng trận thắng trước đội Hàn Quốc của Kim Ji-sun. Sau mùa giải đó, Fujisawa cùng với các thành viên của đội là Chinami Yoshida, Yumi Suzuki, Yurika Yoshida và Mari Motohashi đã tham dư giải World Women's Curling Championship 2016 tổ chức tại Swift Curren, Canada. Trong khuôn khổ vòng loại của giải, họ xếp ở vị trí thứ 2 với thành tích 9-2 và được thi đấu vòng playoff. Đội Fujisawa đã thua trận playoff 1v2 trước đội Binia Feltscher  của Thụy Sĩ và sau đó trở lại với chiến thắng ở trận bán kết trước Anna Sidorova của Nga,giành quyền vào trận chung kết để cạnh tranh huy chương vàng. Một lần nữa ho bị đánh bại bởi đội Thụy Sĩ, đoạt huy chương bạc chung cuộc - thành tích cao nhất của Nhật Bản tại giải vô địch thế giới từ trước đến nay.
Fujisawa bắt đầu mùa giải 2017-2018 với chiến thắng tại giải  Hokkaido Bank Curling Classic Lưu trữ ngày 8 tháng 11 năm 2017 tại Wayback Machine. Đội đã chiến thắng sự kiện tuyển chọn Thế vận hội và giành được vé tham dự Thế vận hội mùa đông 2018.
Tại Thế vận hội mùa đông 2018, Fujisawa cùng đội tuyển Nhật Bản đã giành huy chương đồng bộ môn bi đá trên băng, đây là huy chương Thế vận hội đầu tiên ở bộ môn này của Nhật Bản. Sau khi trở về Nhật, cô cùng đội của mình đã được người hâm mộ chào đón nồng nhiệt.

## Đời sống cá nhân
Fujisawa tốt nghiệp trường trung học Hokkaido Kitami Hokuto ở thành phố Kitami vào năm 2010. Từ đó đến đầu năm 2015, cô cư trú tại tỉnh Nagano, trở thành nhân viên văn phòng và vận động viên bi đá trên băng cho Chubu Electric Power,công ty sở hữu một đội bi đá có trụ sở đặt tại Karuizawa, Nagano từ 2009. Khi trở lại Kitami, Fujisawa làm việc ở một công ty địa phương - nhà tài trợ cho đội hiện tại của cô.

## Thành tích Grand Slam
| Sự kiện        | 2013–14 | 2014–15 | 2015-16 |
| -------------- | ------- | ------- | ------- |
| Tour Challenge | N/A     | N/A     | DNP     |
| Masters        | Q       | DNP     | DNP     |
| The National   | N/A     | N/A     | DNP     |
| Canadian Open  | N/A     | DNP     | DNP     |
| Players'       | DNP     | DNP     | DNP     |
| Champions Cup  | N/A     | N/A     | Q       |

### Sự kiện đã tham dự
| Sự kiện            | 2011–12 | 2012–13 | 2013–14 | 2014–15 |
| ------------------ | ------- | ------- | ------- | ------- |
| Manitoba Lotteries | Q       | DNP     | Q       | N/A     |
| Autumn Gold        | DNP     | DNP     | Q       | SF      |